# Aagot Vinterbo-Hohr
Aagot Vinterbo-Hohr (* 2. Dezember 1936 in Måsøy) ist eine norwegisch-samische Schriftstellerin und Literaturwissenschaftlerin.

## Leben und Werk
Aagot Vinterbo-Hohr lebte lange in Österreich, wo sie in Wien und Innsbruck Medizin studierte und danach als Gemeindeärztin praktizierte. Als Ärztin erhielt sie Forschungsstipendien und hatte Praxen an verschiedenen Orten, unter anderem in ihrer Heimat der Finnmark. Später studierte sie Philosophie und Literaturwissenschaften an der NTNU in Trondheim, wo sie 2013 promoviert wurde.
Als Schriftstellerin debütierte Vinerbo-Hohr 1987 mit dem Versroman Palimpsest, für den sie mit dem Tarjei-Vesaas-Debütantenpreis ausgezeichnet wurde. Das Buch ist eine literarische Annäherung an die von der offiziellen Historiographie unterdrückte samische Geschichte. Der Titel bezieht sich auf das Interesse der Autorin, die Lebensgeschichten samischer Frauen zu rekonstruieren und die durch jüngere Narrative der Majoritätskultur überprägt und unsichtbar gemacht wurden. Auch die Stimme ihres zweiten Buches, des Gedichtbandes Kjærlighetsfuge (dt. Liebesfuge) von 1991, ist Samin und Frau.
Im Jahr 1992 war Vinterbo-Hohr als Visiting Poet zum Yates Festival in Sligo eingeladen. Sie veröffentlichte mehrere Essays über Literatur- und Kulturtheorie und nahm an diversen internationalen Konferenzen als Rednerin und Rezitatorin teil. Heute wohnt sie in Trondheim in Norwegen. Sie hat ein Kind.

## Veröffentlichungen
Lyrik
- Palimpsest Davvi Media, 1987
- Kjærlighetsfuge Aschehoug, 1991

Literaturwissenschaft
- … ein Herz, das zu genesen fürchtet. Goethes Wahlverwandtschaften im 21. Jahrhundert gelesen. Lang 2006.
- The Neo-Humanistic concept of Bildung going astray. Comments to Friedrich Schiller. zusammen mit Hansjörg Hohr. In: Educational Philosophy and Theory. Band 38, Nr. 2, 2006, S. 215–230 (englisch, philpapers.org).

## Auszeichnungen
- 1987 Tarjei-Vesaas-Debütantenpreis